# Real Balompédica Linense
Real Balompédica Linense is een Spaanse club uit La Línea, die uitkomt in de Segunda División B en werd opgericht in 1912. De club speelt zijn thuiswedstrijden in Estadio Municipal de La Línea de la Concepción.